# 橿原市立畝傍東小学校
橿原市立畝傍東小学校（かしはらしりつ うねびひがししょうがっこう）は、奈良県橿原市大軽町にある公立小学校。

## 沿革
- 1976年（昭和51年）4月 - 橿原市立畝傍南小学校から分離し、開校。
- 校門は施錠していない。そのため、学校休みの日と放課後に校庭を地域の人たちに遊び場として開放している。
- 年末年始も運動場で遊ぶことができるが、夜間に校庭への立ち入りは禁止。

## 通学区域
- 橿原市
  - 石川町、大軽町（大軽町の一部を除く）、五条野町、和田町、菖蒲町1丁目、菖蒲町2丁目、菖蒲町3丁目、菖蒲町4丁目

卒業生は基本的に橿原市立畝傍中学校へ進学する。

## 周辺
橿原東口大和団地に隣接する、住宅地と田園地帯の混在地。
- 橿原市立畝傍中学校
- 橿原市立畝傍東幼稚園
- 石川池
- 孝元天皇陵
- 見瀬丸山古墳
- 奈良県道124号橿原神宮東口停車場飛鳥線
- 奈良県道208号山陵石川線

## アクセス
- 近鉄 橿原神宮前駅から東へ700m